# Gustav von Brenner
Gustav von Brenner (*  1. Mai 1861 in Regensburg; † 14. August 1916 in Bayreuth) war ein bayerischer Verwaltungsbeamter.

## Leben
Gustav von Brenner trat nach dem Jurastudium in bayerische Staatsdienste. Er war von 1909 bis zu seinem Tod 1916 Regierungspräsident von Oberfranken.
Er war seit dem Wintersemester 1880/81 Mitglied der musischen Studentenverbindung Akademischer Gesangverein München im SV.
Er war protestantischer Konfession, verheiratet und hatte drei Kinder.